# Saropogon choapensis
Saropogon choapensis là một loài ruồi trong họ Asilidae. Saropogon choapensis được Artigas miêu tả năm 1970. Loài này phân bố ở vùng Tân nhiệt đới.